# Эмеберт
 Эмеберт  (лат. Emebert; VII век, Лотарингия — 710, Лотарингия) — святой Римско-католической Церкви, епископ Камбре.

## Биография
Эмеберт был сыном лотарингского герцога Витгера и святой Амальберги Мобёжской. У него было три сестры — святые Гудула, Фараильда и Рейнельда. Согласно латинскому агиографическому источнику «Gesta Episcoporum Cameracensis» («Деяния епископов Камбре»), святой Эмеберт был похоронен в городе Хама, возле Камбре. Его мощи через некоторое время были перенесены в аббатство в Мобёже.
Почитание святого Эмеберта распространено в бельгийских городах Камбре, Гент и Аррас. День памяти в Католической Церкви — 15 января.